# Barthold Georg Niebuhr
Barthold Georg Niebuhr (født 27. august 1776, død 2. januar 1831) var
historiker, preussisk statsmand.
Barthold Niebuhr var søn af Carsten Niebuhr. Han virkede som embedsmand, diplomat og historiker i dansk og preussisk tjeneste og regnes for en af grundlæggerne af den moderne historievidenskab.

## Opvækst og uddannelse
Faderen, der 1778  tog
bopæl i Meldorf i Ditmarsken, blev sønnens første lærer og indgød
ham sine egne omfattende interesser for geografi, historie,
statistik og politik, ligesom han lærte ham begyndelsesgrundene i flere
af de mange sprog, som Niebuhr efterhånden tilegnede sig. Ved sin
åbne sans, overordentlige hukommelse og vidunderlige lærenemhed
var Niebuhr allerede en rigt udviklet og vidt belæst yngling, da
han 1794 gik til universitetet i Kiel, hvor han studerede i to år.

## I dansk tjeneste
1796 tog han imod en stilling som sekretær hos finansministeren
grev Heinrich Ernst Schimmelmann (XV, 133 ?),
men af frygt for, at selskabslivet skulle
hindre hans studier, ombyttede han snart denne plads med en
sekretærpost ved Det Kongelige Bibliotek (1797). 

På anbefaling af
Schimmelmann og overbibliotekar Daniel Gotthilf Moldenhawer,
der forudsagde
de store resultater, som «Videnskaberne, Fædrelandet, Verden»
kunne vente sig af hans sjældne talent, gav regeringen ham en
understøttelse til en uddannelsesrejse til England og Skotland,
hvor han opholdt sig i halvandet år.
Ved sin hjemkomst blev han
1800 assessor i Økonomi- og Kommercekollegiet samt kontorchef
ved den afrikanske konsulatsdirektion, 1804 kommitteret i det
nævnte kollegium. 1803 var han blevet medlem af direktionen
for bank- og vekselkontoret i København. 

Med overlegen
dygtighed varetog han sin embedsgerning, mens han i sin fritid
fortsatte sine historiske studier, især over antikken; i en
offentliggjort afhandling fremdrog han dog også ukendte forhold
i den dansk-ostindiske handels historie. Imidlertid troede han sig
ikke tilstrækkelig påskønnet og fulgte efter nogen betænkning
den kaldelse, som finansminister von Stein rettede til ham om at
indtræde i preussisk tjeneste.

## I preussisk tjeneste
Fra nu af tilhører Niebuhr ikke den danske historie, og her skal
kun et kort omrids gives af hans følgende løbebane. Han blev
1806 af den preussiske regering udnævnt til meddirektør af
Søhandelsselskabet, der drev udenlandsk handel og bankforretninger;
1809 blev han gehejmestatsråd og sektionschef for statsgælden,
men på grund af uoverensstemmelse med minister Karl August von Hardenberg
søgte han sin afsked og udnævntes til kongelig historiograf. 

Niebuhr holdt på den tid forelæsninger over Roms historie ved det 1810
grundede Humboldt universitet i Berlin; 

(1. bind af hans værk herom udkom 1811, 2. bind 1812, 3. bind 1832.)
Med kraft deltog Niebuhr i arbejdet
for Preussens genoprejsning og offentliggjorde forskellige politiske
skrifter. 1816 udnævntes han til preussisk gesandt ved pavehoffet 
og opholdt sig i Rom til 1823; fra 1825 tog han bolig i Bonn,
ved hvis universitet han holdt forelæsninger. 

Her døde han 2. januar 1831.

## Betydning
Ved sin Römische Geschichte og mange historiske og filologiske
afhandlinger over den klassiske oldtid er Niebuhr blevet
grundlægger af den nyere historievidenskab, "historiegranskning".  

Han påviser i sit berømte værk, hvor falsk det billede af Roms ældste historie var,
som Titus Livius havde tegnet, og han anviste måderne, hvorpå en
rigtigere bygning kunne opføres. Han drager slutninger fra den
senere tids kendte institutioner til den udvikling, de har
gennemgået; han udfinder af de yngre beretninger, hvorledes de ældre,
nu tabte, må have lydt. Og frem for alt, ved sin dybe indsigt i
statsliv, retsvæsen, økonomi og finanser, ved sit omfattende
kendskab til mange folks historie véd Niebuhr at leve sig således ind i
de svundne tiders statsliv og ånd, at han kan lade den sande
romerstat opstå af de døde. 

Hans forskningsmåde blev
vejledende for Leopold von Ranke og derved for hele den nyere historieforskning;
man havde lært at sætte sandheds erkendelse som historikerens
første mål, at sigte med omhu det historiske materiale og at
skelne mellem selve begivenheden og beretningen om den.

### Indskud fra Kristian ErslevsHistorisk teknik
Kildekritikkens indfører til Danmark og dens fremmeste praktiker og teoretiker Kristian Erslev skriver i §5 i sin Historisk teknik (1911 og senere, her i lettere tilrettet form fra 2. udgave 1926):

Skønt der er skrevet historie i langt over 2000 år, er den historiske undersøgelses ejendommelighed først blevet ret opklaret i det 19. århundrede. Endnu ved år 1800 forstod man ikke skarpt at skelne mellem sagn og historisk beretning, og man sondrede derfor i datiden heller ikke mellem sagntid og historisk tid. 

Gennembruddet skete især ved de navnkundige forelæsninger som Niebuhr holdt over Roms historie ved Berlins nye universitet og som han snart efter udgav (1811-13); han viste hvor lidt man turde stole på de sene genfortællinger hos Livius, og søgte i stedet at finde grundlinjerne i Roms forfatningsudvikling ved at bygge på hvorledes denne var i senere, bedre kendte tider, og derfra slutte tilbage. Medens man i begyndelsen troede at at kunne sætte et skarpt skel mellem sagn og "historisk" beretning, lærte man snart at enhver beretning er præget af fortælleren. 

Epokegørende virkede her Rankes Zur Kritik neuerer Geschichtsschreiber (1824), og når han overførte Niebuhrs kritiske grundtanker til nytiden, blev de her ved det rigere kildemateriale langt mere frugtbringende. 

På dette grundlag arbejdede man nu videre, og samtidig med at man indså, at man ikke kunne tage oldsagnene for historie, lærte den forhistoriske arkæologi at udnytte fortidslevningerne til at forstå disse fjerne tiders liv og kultur. 

I praksis har den historiske undersøgelse nået en høj grad af fuldkommenhed; længe var der ringe interesse for at klare metoden teoretisk, men dette er blevet anderledes i de senere år.

## «Jeg vil ikke ophøre med at anse mig for eders Landsmand.»
Det var ikke få i Danmark fødte mænd, der i de første
årtier af det 19. århundrede forlod landet og senere vandt stort
ry i videnskaben og statslivet. Men medens de fleste af dem
tabte kærligheden til Danmark eller blev dets arge fjender, var
det ikke tilfældet med Niebuhr. 

Ved at indtræde i preussisk tjeneste
havde han udtrykkelig betinget sig, at han aldrig skulle benyttes
til noget foretagende, som kunne være Danmark skadeligt eller
fjendtligt, og han vedblev at nære venlige følelser for Danmark og
dets forskere.
1827 blev han optaget som medlem af det danske
Videnskabernes Selskab, og da han i den samling af de byzantinske
historikere, hvis udgivelse han ledede, 1829 udgav Constantinus Porphyrogenitus (byzantinsk kejser, død 959),
dedicerede han dette værk til Videnskabernes Selskab
og skrev: «Jeg vil ikke ophøre med at anse mig for eders Landsmand.» 

Niebuhr besøgte 1828 København; da han døde, sang
Oehlenschläger smukt til hans ære.
J. Classen: Barthold Georg Niebuhr (1876).
F. Eyssenhart:, Barthold Georg Niebuhr (1886).
Steenstrup: Historieskrivningen i Danmark i det 19. Aarhundrede